# Rospo Pallenberg
Pour les articles homonymes, voir Pallenberg.
Rospo Pallenberg est un scénariste et réalisateur britannique. Proche de John Boorman, il travailla avec lui sur des films comme Excalibur, La Forêt d'émeraude ou encore Délivrance, et notamment sur le projet avorté en film du Seigneur des Anneaux de J. R. R. Tolkien. Il a par ailleurs réalisé le film Apprenti tueur (1989).